# Чжилійсько-аньхойська війна
Чжилійсько-аньхойська війна (кит. трад. 直皖戰爭, спр. 直皖战争, піньїнь: zhíwǎn zhànzhēng, палл.: чживань чжаньчжен) — військовий конфлікт, що відбувся в 1920 році в Республіці Китай між Чжилійською і Аньхойською кліками за владу над Бейянським урядом.

## Початок
Напруга між сторонами зростала з часу війни в захист Конституції 1917 року. Дуань Ціжуй, лідер Аньхойської кліки, підтримував агресивні дії проти півдня країни і виступив в підтримку військових дій після того, як став головою Державної ради. Своєю метою він ставив позбавити південь країни від військових правителів і об'єднати Китай. Чжилійська ж кліка діяла з допомогою угод і переговорів, сподіваючись переманити конкуруючих генералів на свою сторону фінансовою і політичною підтримкою. Після створення де-факто власної армії за кредитами Нісіхара Дуань окупував Монголію. Відчувши загрозу, маньчжурська Фентянська кліка вступила в союз з Чжилійською клікою і почала переманювати південно-західних генералів, наляканих Аньхойською армією Дуаня. Заручившись підтримкою Великої Британії і США, Чжилійська і Фентянська кліки змусили президента Сюй Шічана відсторонити від справ генерала Сюй Шучжена, голову монгольської експедиції. Втративши обличчя через дій слабосильних, але небезпечних союзників, генерали Сюй і Дуань засудили їх дії і приготувалися до війни.
У листопаді 1919 року лідер Чжилійської кліки У Пейфу зустрівся з представниками Тана Цзіяо і Лу Жунтіна в Хеньяні, де вони підписали угоду під назвою: «Заклик в Об'єднану армію порятунку країни». Це сформувало основу союзу проти Аньхойської кліки. В квітні 1920 року, відвідавши поминальну службу в Баодіні за солдатами, які загинули в Хунані, колишній кандидат в президенти Цао Кунь переконав вступити в союз інших генералів, включаючи правителів провінцій Хубей, Хенань, Ляонін, Цзілінь, Хейлунцзян, Цзянсу, Цзянсі і Чжілі. Конфлікт став очевидним, коли обидві сторони почали активно готуватися до війни.

## Телеграма Баодін-фу
Багато чжилійських і фентянських генералів, як, наприклад, Цао Кунь, Чжан Цзолінь, Ван Чжаньюань, Чі Шунь, Чен Гуаньюань, Чжао Ті і Ма Фусян, підписали ноту засудження Аньхойської кліки та її військового підрозділу, клубу Аньфу, очолюваного Сюй Шучженом і Дуань Ціжуемом. Ця нота поширювалася телеграмою, названої Баодін-фу, 12 липня 1920 року.

## Розміщення військ
На початку липня 1920 року Аньхойська кліка зібрала 5 дивізій і 4 сполучені бригади і сформувала Армію національної стабілізації (定国军). Головнокомандувачем був призначений Дуань Ціжуй. Армія була розміщена на двох фронтах: західний фронт охоплював околиці Чжочжоу, Лайшуй і Гу'ань, східний ж охоплював околиці селища Лян і храму Північного полюса на захід від селища Ян.
Чжілі і союзники зібрали одну дивізію і дев'ять сполучених бригад і сформували Армію придушення зрадників (讨逆军); головнокомандувачем був призначений У Пейфу. Ця армія теж була розміщена на двох фронтах: східний фронт розташовувався в околицях селища Ян, а західний — в околицях готелю Гаобей. Тим часом Чжан Цзолінь відправив спеціальний загін в округ Шаньхайгуань із завданням зайняти кінську ферму і головний склад провіанту.

## Битва
- 14 липня 1920 року аньхойська армія атакувала чжилійську одночасно на обох фронтах. Чжилійські сили залишили готель Гаобей і відступили.
- Через два дні за допомогою японських військ аньхойська армія зайняла селище Ян, змусивши чжилійські війська сформувати другу лінію оборони в районі північного складу. На цьому наступ аньхойських сил зупинилося.
- 17 липня У Пейфу особисто командував західним фронтом Чжилійської армії, зухвало обійшовши з флангу аньхойські сили і зайнявши штаб-квартиру західного фронту ворога. Результатом стало взяття в полон аньхойського головнокомандувача Цюй Тунфена і багатьох офіцерів, включаючи командувача Першою дивізією. Захопивши Чжочжоу, У переслідував відступаючу аньхойську армію до самого Пекіна. За винятком П'ятнадцятої дивізії, весь західний фронт аньхойців був розбитий. У той же день Фентянська армія атакувала аньхойський східний фронт. Дізнавшись про прорив лінії західного фронту, командир східного фронту, начальник штабу Сюй Шучжен, втік у Пекін, залишивши свої війська здаватися чжилі-фентянській армії.
- 19 липня Дуань Ціжуй зрозумів, що битва програна, і подав у відставку.
- 23 липня об'єднані сили Чжилі і Фентяня увійшли в Південний сад і захопили Пекін, після чого Аньхойська кліка визнала поразку і здалася.

## Закінчення
Трохи більше ніж за тиждень бої привели до несподіваної поразки Аньхойської кліки і повного розпаду Бейянської армії. У Пейфу стали вважати тим, хто привів Чжилійську кліку до перемоги. Фентянській кліці було дозволено увійти в уряд. Це положення справ тривало до Першої Чжилі-Фентянської війни в 1922 році.